# Wei Zhang
Wei Zhang ou Zhang Wei (chinês simplificado: 张伟; 1981) é um matemático chinês, especialista em teoria dos números. É atualmente professor de matemática do Instituto de Tecnologia de Massachusetts (MIT).
Recebeu o Prêmio SASTRA Ramanujan de 2010.”
Em dezembro de 2017 recebeu o Breakthrough Prize in Mathematics juntamente com Zhiwei Yun, Aaron Naber e Maryna Viazovska.
Foi palestrante convidado do Congresso Internacional de Matemáticos no Rio de Janeiro (2018: Periods, cycles, and L-functions: A relative trace formula approach).

## Publicações selecionadas
- "Automorphic period and the central value of Rankin-Selberg L-function", J. Amer. Math. Soc. 27 (2014), 541-612.
- "On arithmetic fundamental lemmas", Invent. Math., 188 (2012), No. 1, 197-252.
- "Fourier transform and the global Gan-Gross-Prasad conjecture for unitary groups", Ann. of Math. 180 (2014), No. 3, 971-1049.
- "Selmer groups and the indivisibility of Heegner points", Cambridge Journal of Math., 2 (2014), No. 2, 191-253.
- (com Michael Rapoport, Ulrich Terstiege) "On the Arithmetic Fundamental Lemma in the minuscule case", Compositio Math. 149 (2013), no. 10, 1631-1666.
- (com Xinyi Yuan, Shou-Wu Zhang) "The Gross-Kohnen-Zagier theorem over totally real fields", Compositio Math. 145 (2009), no. 5, 1147-1162.
- (com Xinyi Yuan, Shou-Wu Zhang) "The Gross-Zagier formula on Shimura curves", Annals of Math. Studies vol. 184, Princeton University Press, 2012.
- (com Manjul Bhargava, Christopher Skinner) "A majority of elliptic curves over Q satisfy the Birch and Swinnerton-Dyer conjecture", preprint.
- (com Zhiwei Yun]) "Shtukas and the Taylor expansion of L-functions", preprint.
- (com Xinyi Yuan, Shou-Wu Zhang) "Triple product L-series and Gross-Kudla-Schoen cycles", preprint.
- (com Yifeng Liu, Shou-Wu Zhang) "On p-adic Waldspurger formula", preprint.